# Editorial Nascimento
La Editorial Nascimento fue una librería y editorial chilena. Como librería empezó a funcionar en el año 1873 y se fundó como editorial en 1917 por Carlos George-Nascimento y fue la primera editorial en publicar a los dos primeros Premios Nobeles de Literatura de América Latina (Gabriela Mistral y Pablo Neruda). En 1924 publicó el libro Veinte poemas de amor y una canción desesperada de Neruda, que hasta el día de hoy, sigue siendo el libro de poesía más vendido de la lengua castellana, a poco menos de un siglo de su primera edición.
Al morir George-Nascimento en febrero de 1966, su editorial había publicado a 35 de los 37 Premios Nacionales de Literatura hasta ese momento otorgados en Chile, convirtiéndola en una de las editoriales más importantes de Latinoamérica. El diario El Mercurio lo denominó "Héroe anónimo del siglo XX". La editorial dejó de funcionar en 1986 debido a la introducción de IVA sobre los libros y otros factores que afectaron la rentabilidad de la empresa.

## Historia

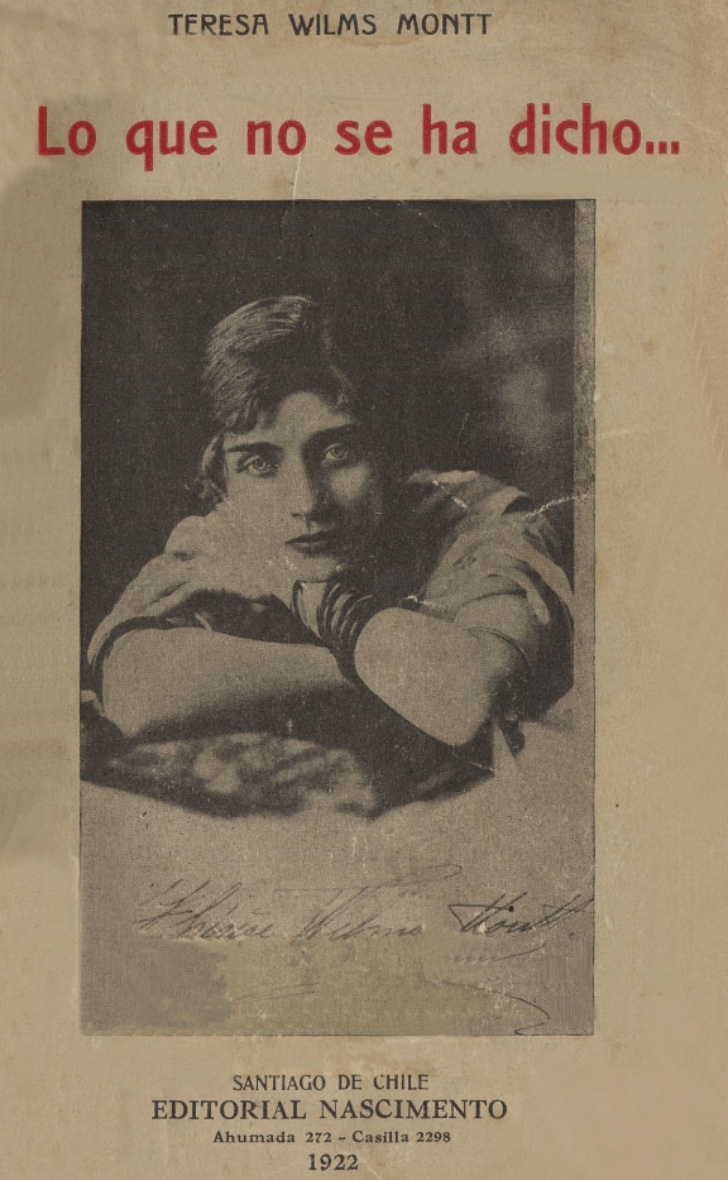
El libro de Teresa Wilms Montt "Lo que no se ha dicho..." publicado por la Editorial Nascimento (1922).

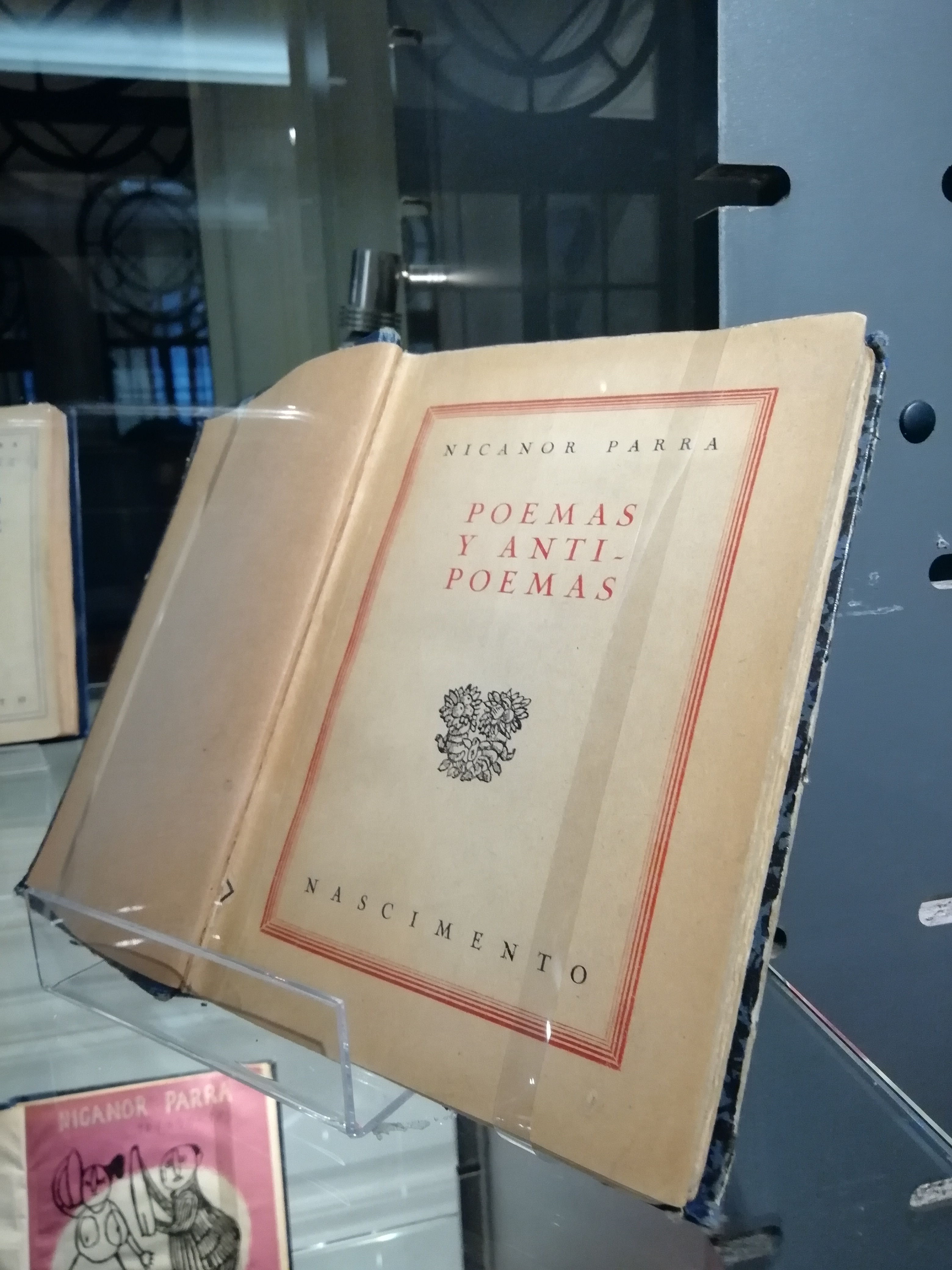
Primera edición de Poemas y antipoemas (1954). Exposición sobre Nicanor Parra en la Biblioteca Nacional de Chile en 2019

Nascimento había iniciado sus actividades editoriales en 1917, gracias al impulso de su gestor Carlos George-Nascimento, quien recibiera como herencia de su tío Juan Nascimento parte de la librería del mismo nombre. Este joven portugués, recién arribado a Chile en 1905, desconocía por completo el mundo de los libros, solo contaba con el deseo de promover la creación literaria nacional y fe en el talento de los escritores chilenos.
En aquellos tiempos publicar un libro implicaba enormes esfuerzos. Los autores nacionales para difundir sus obras debían recurrir a las autoediciones de mínimo tiraje, pues no existían los medios para que los libros circularan por todo el país. Y aunque no era fácil iniciar una empresa editorial, Carlos George-Nascimento tuvo una visión: "imponer el libro chileno literario como manifestación evidente de una literatura chilena".
El acto inaugural de la Editorial Nascimento fue la impresión de una segunda edición del libro Jeografía Elemental de Luis Caviedes en 1917. Esta publicación le otorgó a Carlos George-Nascimento significativas ganancias, reafirmándolo en la idea de que una empresa editorial tenía grandes perspectivas en Chile. Logró contactarse con dos intelectuales chilenos que lo asesoraron en sus inicios: Eduardo Barrios y Raúl Simón. Junto a ellos puso en marcha su editorial.
El éxito logrado con sus primeras publicaciones, lo impulsó a comprar su propia imprenta. En 1923 adquirió una antigua máquina Marinoni y arrendó un taller para aumentar su producción. Aquello marcó el comienzo de su brillante carrera editorial y ese año, emprendió la tarea de imprimir la primera edición en Chile de Desolación de Gabriela Mistral. Luego, en 1923, trabajó en Crepusculario y Veinte poemas de amor y una canción desesperada de Pablo Neruda. La asociación con Neruda duro por casi 50 años, de manera intermitente. 
Con el paso del tiempo, Carlos George-Nascimento fue progresivamente seducido por el espíritu cultural de su proyecto, dejando de lado la orientación comercial que alguna vez tuvo su empresa. Gracias a ello, ya en 1931 la editorial contaba con un amplio catálogo de autores y obras editadas. Paralelamente, y en esa misma dirección, inauguró la tradición de las tertulias literarias, que convocaron a muchos escritores de la época todos los sábados en su librería.
Entre sus trabajadores destaca el diseñador Mauricio Amster, que llegó a Chile a bordo del Winnipeg. El legado de Amster se puede ver en sus numerosos trabajos para la editorial, donde se le informa en los créditos de los libros con frases como "Proyectó la edición Mauricio Amster".
Carlos George-Nascimento falleció en 1966. Hasta ese momento, su editorial ya había publicado más de seis mil títulos. Su obra la continuó su hijo Carlos, quien estuvo al mando hasta 1986, fecha en que se anunció el cierre de la editorial. Uno de sus mayores aportes fue la publicación de la serie de autobiografías de escritores chilenos, basadas en las conferencias ¿Quién es quién en las letras chilenas?, que se llamaron ¿Quién soy?
En 1986, tras 111 años de prolífica trayectoria, la Editorial Nascimento debió cerrar sus puertas terminando con ello una etapa relevante en la historia de la literatura de habla hispana del siglo XX. Según su nieta la censura en Chile por la dictadura de Augusto Pinochet y la falta de modernización del modelo de negocio, que era entonces de los hijos de George Nascimento.

## Reconocimientos
En marzo de 2014, Felipe Reyes editó la cuarta biografía sobre su vida, titulada Nascimento: el editor de los chilenos.
Desde diciembre de 2014 hasta marzo de 2015 la Biblioteca Nacional de Chile junto con la Embajada de Portugal en Santiago y el Lectorado del Camões I.P., lanzaron la muestra "Nascimento, de mar a mar, una odisea editorial" sobre el editor y su obra.
La exhibición se replicó en la Biblioteca Nacional de Portugal entre los meses de mayo y agosto del 2016. La nieta, Ximena George-Nascimento, fue entrevistada por varios medios en diferentes partes del mundo, contado parte de la historia de su abuelo a la televisión portuguesa.
En enero, el director de cine Portugués, José "Zeca" Medeiros, lanzó un largometraje sobre la vida del famoso editor portugués, titulado "O Livreiro de Santiago".
El 1 de diciembre de 2017 la Biblioteca Británica celebró los 100 años de la fundación de la Editorial Nascimento en Londres -en el auditorio principal con la participación de Bianca Jagger, Rosana Manso, el editor Bill Swainson y el biógrafo de Neruda, Adam Feinstein- y, en especial se enfatizó su relación con su escritor más conocido, Pablo Neruda, quien fuera publicado desde los inicios de su carrera hasta sus últimos días en Nascimento. El bisnieto, Pablo George-Nascimento, abrió la presentación y participó en la tertulia describiendo la relación estrecha entre poeta y editor. Tal cercanía hizo que Neruda le dedicara su casa de Isla Negra, luego que el editor le diera los fondos para poder efectuar la compra de la misma.

Don Carlos fecundó el libro chileno. Nuestra literatura contiene una época que salió de la puerta de su negocio
Andrés Sabella.